# Nozomu Sasaki
Nozomu Sasaki (佐々木 望?, Sasaki Nozomu; Hiroshima, 25 gennaio 1967) è un doppiatore giapponese.

## Doppiaggio

### Serie animate
- After War Gundam X (Orba Frost)
- B't X - Cavalieri alati (Kotaro Takamiya)
- Battle Girls: Time Paradox (Shiro)
- BeyWheelz (Matthew Kendrick)
- BLOOD+ (Carl)
- Cardcaptor Sakura: Clear Card (Eriol Hiiragizawa)
- Darker than Black (Norio Ukiyama)
- Death Note (Mello/Mihael Keehl)
- Digimon Fusion Battles (Grandlocomon)
- Fafner (Hiroto Doma)
- Getter Robot Arc (Tahir)
- Hakkenden: Eight Dogs of the East (Natsume)
- I cinque samurai (Simo dell'Acqua)
- Inuyasha (Shinnosuke)
- Kate and Julie (Mike)
- Ken il guerriero (Tao)
- Konohana kitan - Gli spiriti delle terme (Patrigno di Rei)
- La rivoluzione di Utena (Ruka Tsuchiya)
- Le fiabe son fantasia (Klaus)
- Level E (Itakura)
- Madlax (Badgis)
- Magic Knight Rayearth (Clef)
- Bucchigiri?! (Marito)
- Monster (Johan Liebert)
- Monster Rancher (Hare)
- Naruto (Hayate Gekko)
- Naruto: Shippuden (Hayate Gekko)
- Nôgami Neuro investigatore demoniaco (Yuya Higuchi)
- Pesca la tua carta Sakura (Eriol Hiiragizawa)
- Ranking of Kings (Mitsumata)
- Shigurui - Le spade della vendetta (Seigen Irako)
- Il principe del tennis (Jin Akutsu)
- The Witch and the Beast (Necromancer)
- World Trigger (Hyrein)
- Yu degli spettri (Yusuke Urameshi)
- Yu-Gi-Oh! (Shadi, Shada)

### OAV
- Blue Sonnet (Wataru Komatsuzaki)
- Bubblegum Crisis (Mackie Stingray)
- Bubblegum Crash (Mackie Stingray)
- Earthian (Chihaya)
- Gall Force: New Era (Nova Universe)
- Here Is Greenwood (Kazuya Hasukawa)
- Kenshin samurai vagabondo: Memorie del passato (Enishi Yukishiro)
- Kenshin il Vagabondo: Capitolo del tempo (Enishi Yukishiro)
- La leggenda di Arslan (Elam)
- Legend of the Galactic Heroes (Julian Mintz)
- Megazone 23 (Budius "Bud" Wisener)
- Proteggi la mia terra (Hajime Sakaguchi)
- Suikoden Demon Century (Miyuki Mamiya)
- The Samurai (Tamahara)
- The Special Duty Combat Unit Shinesman (Suguru Sasaki)
- Ushio e Tora (Ushio Aotsuki)

### Film animati
- Akira (Tetsuo Shima)
- Cardcaptor Sakura the Movie 2: The Sealed Card (Eriol Hiiragizawa)
- God Bless Dancouga (Sly Dumper)
- Kenshin - Samurai vagabondo: The Movie (Gentatsu Takatsuki)
- Mobile Suit Gundam: Il contrattacco di Char (Hathaway Noa)
- The Last: Naruto the Movie (Hayate Gekko)
- Yu Yu Hakusho - Il sigillo d'oro (Yusuke Urameshi)
- Yu Yu Hakusho - I guerrieri dell'inferno (Yusuke Urameshi)
- Yu-Gi-Oh!: The Dark Side of Dimensions (Shadi)

### Videogiochi
- Atelier Iris 3: Grand Phantasm (Edge Vanhite)
- Dissidia Final Fantasy: Opera Omnia (Desch)
- Dynasty Warriors: Gundam 2 (Hathaway Noa)
- Dynasty Warriors: Gundam Reborn (Hathaway Noa)
- Ehrgeiz: God Bless the Ring (versione PS1) (Cloud Strife, Zack Fair)
- J-Stars Victory Vs (Yusuke Urameshi)
- Jump Force (Yusuke Urameshi)
- Live A Live (Remake) (Huey Trumbull)
- Magic Knight Rayearth (Clef)
- Maximo (Cupo Mietitore)
- MeiQ: Labyrinth of Death (Glen)
- Naruto: Ultimate Ninja (Hayate Gekko)
- Naruto: Gekitou Ninja Taisen! 3 (Hayate Gekko)
- Nelke & the Legendary Alchemists: Ateliers of the New World (Edge Vanhite)
- Solatorobo: Red the Hunter (Blanck)
- Super Robot Wars Alpha Gaiden (Orba Frost)
- Super Robot Wars Z (Orba Frost)
- Super Robot Wars Z3: Hell Chapter (Hathaway Noa)
- Super Robot Wars Z3: Heaven Chapter (Hathaway Noa)
- Super Robot Wars V (Hathaway Noa)
- Tengai Makyou: Daiyon no Mokushiroku (Dave)
- The Granstream Saga (Rune Lanzard)
- The King of Fighters 2001 (K9999)
- The King of Fighters 2002 (K9999)
- Valkyrie Profile (Lucian)

### Ruoli di doppiaggio
- Ben 10 - Forza Aliena (Pierce)
- Ben 10: Ultimate Alien (Pierce)
- Dora l'esploratrice (Mappa)
- I mille colori dell'allegria (Cedric Sneer, Boyd)
- Il trenino Thomas (Edward)
- Tom & Jerry - Il film (Frankie la Pulce)